# Pitajo à sourcils blancs
Ochthoeca leucophrys
Ne doit pas être confondu avec Pitajo à sourcils d'or.
Espèce
Statut de conservation UICN

 LC  : Préoccupation mineure
Le Pitajo à sourcils blancs (Ochthoeca leucophrys) est une espèce de passereau de la famille des Tyrannidae,.

## Systématique et distribution
Cet oiseau est représenté par six sous-espèces selon la classification de référence du Congrès ornithologique international (version 9.1, 2019) :
- Ochthoeca leucophrys dissors Zimmer, JT, 1940 : nord du Pérou (partie supérieure de la vallée du río Marañón) ;
- Ochthoeca leucophrys interior Zimmer, JT, 1930 : Andes du centre du Pérou (départements de Huánuco et de Pasco) ;
- Ochthoeca leucophrys urubambae Zimmer, JT, 1937 : Andes du sud du Pérou (du département de Junín au nord-est de celui d'Ayacucho et à celui de Cuzco) ;
- Ochthoeca leucophrys leucometopa Sclater, PL & Salvin, 1877 : versant occidental des Andes, du Pérou (Ancash) à l'extrême nord-ouest du Chili ;
- Ochthoeca leucophrys leucophrys (d'Orbigny & Lafresnaye, 1837) : Andes de l'ouest de la Bolivie ;
- Ochthoeca leucophrys tucumana von Berlepsch, 1906 : Andes du nord-ouest de l'Argentine (de la province de Salta à celle de San Juan)[1],[2],[4].